# Las tontas no van al cielo
Las tontas no van al cielo er en mexicansk tv-serie fra 2008. Hovedrollerne spilles af henholdsvis Jacqueline Bracamontes (Cándida "Candy" Morales Alcalde), Jaime Camil (Santiago "Santy" López-Carmona) og Valentino Lanús (Patricio "Pato" Molina Lizárraga).